# Fabrica, Sălaj
Fabrica este un sat în comuna Gârbou din județul Sălaj, Transilvania, România.
 Acest articol despre o localitate din județul Sălaj este deocamdată un ciot. Puteți ajuta Wikipedia prin completarea lui.